# Rue Bourdaloue
Pour les articles homonymes, voir Bourdaloue.
La rue Bourdaloue est une voie du 9e arrondissement de Paris, en France.

## Situation et accès
La rue Bourdaloue est une voie publique située dans le 9e arrondissement de Paris. Elle débute au 20, rue de Châteaudun et se termine au 1, rue Saint-Lazare.
Elle est desservie par la ligne 12 à la station Notre-Dame-de-Lorette.

## Origine du nom

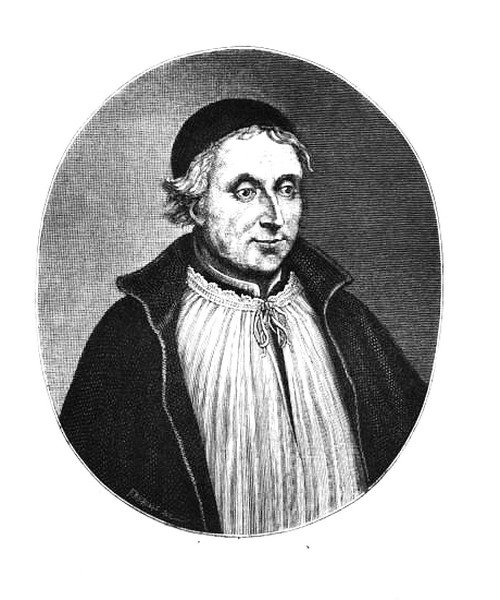
Portrait de Louis Bourdaloue.

Elle tient son nom de Louis Bourdaloue (1632-1704), jésuite français, brillant prédicateur connu pour la qualité de ses sermons.

## Historique
La rue Bourdaloue est ouverte en vertu d'une ordonnance royale du 21 juillet 1824 relative à l'aménagement des abords de l'église Notre-Dame-de-Lorette :

« Louis, par la grâce de Dieu, Roi de France et de Navarre ; à tous ceux qui ces présentes verront, Salut. Sur le rapport de notre ministre secrétaire d'État au département de l'Intérieur ;
vu l'emplacement de la nouvelle église de Notre-Dame-de-Lorette, à Paris, et des rues à ouvrir pour en faciliter les abords (les rues Bourdaloue et Fléchier), notre ordonnance du 3 janvier 1822, qui a autorisé l'acquisition d'une partie du terrain nécessaire à l'exécution de ce plan, les délibérations du Conseil Général du Département de la Seine faisant fonctions de Conseil Municipal de la Ville de Paris, vu l'avis du Préfet, notre Conseil d’État entendu, Nous avons ordonné et ordonnons ce qui suit :
- Article 1 — La position de la nouvelle église de Notre-Dame-de-Lorette, à Paris, et les alignements des rues et places projetées aux abords de l'édifice sont arrêtés conformément au plan ci-joint.

- Article 2 — Les acquisitions qui restent à conclure pour l'exécution de ce plan seront effectuées par la Ville, soit en traitant de gré à gré, avec les propriétaires, soit en procédant suivant les formes prescrites par les lois sur la matière, soit enfin, s'il y a lieu, par mesure de voirie, à charge par l'autorité municipale de soumettre à notre approbation les actes relatifs à ces acquisitions.

- Article 3 — Notre ministre secrétaire d’État au département de l'Intérieur est chargé de l'exécution de la présente ordonnance.

Donné au château des Tuileries, le 4 décembre de l'an de grâce 1822, et de notre règne le vingt-huitième.
Signé : LOUIS. »

Le 11 octobre 1914, durant la Première Guerre mondiale, le no 5 rue Bourdaloue est bombardé par un raid effectué par des avions allemands.

## Bâtiments remarquables et lieux de mémoire
- No 3 : Nicolas Villiaumé (1818-1877), historien, économiste et publiciste, y est mort le 9 août 1877[2],[3].
- No 5 : consulat général du Mexique dans les années 1900-1920[4],[5].
- Dans cette rue[Où ?] se trouvait le siège du HOC (Comité de secours pour l'Arménie), originellement HOK (Haï Oknoutian Komité)[6]. Il est dirigé par un Conseil central. Il est formé par les comités locaux (un par ville, sauf à Paris et à Marseille). Missak Manouchian est membre du comité du Quartier latin et contribue rapidement au journal du HOC.

## La rue Bourdaloue dans la culture populaire
La tarte Bourdaloue, entremets chaud de frangipane et de poires saupoudré de macarons écrasés, tient son nom de la rue Bourdaloue où était établi le pâtissier Fasquelle, qui l'inventa dans les années 1850,.